# El hombre virgen
El hombre virgen es una película en blanco y negro de Argentina dirigida por Román Viñoly Barreto sobre su propio guion escrito en colaboración Hugo Moser según la obra de teatro Hipocampo, de Sergio Pugliese que se estrenó el 7 de marzo de 1956 y que tuvo como protagonistas a Luis Sandrini, Aída Luz, Eduardo Sandrini y Berta Moss.

## Sinopsis
Un hombre intenta engañar a su mujer, pero pese a que se detiene antes, todos creen que le fue infiel.

## Reparto
- Luis Sandrini ... Pío
- Aída Luz ... Donata
- Eduardo Sandrini ... Camilo
- Berta Moss ... Francisca
- Antonia Herrero ... madre de Donata
- Julie Bardot ... baronesa Inalda
- Horace Lannes
- Max Citelli
- Roberto Blanco
- Juan Carlos Galván ... Cadete

## Comentarios
Clarín dijo:

”La realización de Román Viñoly Barreto es más bien primitiva. Con escasas variantes se reduce a alternar largas tomas concesivas al protagonista con breves tomas concedidas a los demás.”

Por otra parte, Manrupe y Portela escriben:

”All Sandrini, de diálogos y monólogos tan recargados como la escenografía y un final abierto que de no serlo, hubiera cerrado mejor.”